# Långaxig glasört
Långaxig glasört (Salicornia procumbens) är en amarantväxtart som beskrevs av James Edward Smith. Långaxig glasört ingår i släktet glasörter, och familjen amarantväxter. Arten har ej påträffats i Sverige.